# Скриље
Скриље (словен. Skrilje, итал. Scrilla је насеље у Випавској долини у општини Ајдовшчина, покрајини Приморска која припада Горишкој регији Републике Словеније
Насеље се налази на надморској висини од 150,8 метра, у центру Випавске долине, на брдима северно од пута Ајдовшчина — Нова Горица. Лежи на косој падини у подножју Мале Горе (1.034 м) и рубу Чавне (1.185 м). Насеље површине 1,45 км², је збијеног типа, а састоји је од три засеока: Валичи, Руштји и Бајчи. Од италијанске границе удаљено је 26,1 км, а од Ајдовшчине 2,6 км. Кроз насеље тече више потока који се окупљају у Скрившек, па се код Добровља улива у реку Випаву. 
У насељу постоји подручна Основна школа Добравље у коиу иду ђаци до 4. разреда основне школе из околних насеља.
Сеоска црква посвећена Светој великомученици Марини припада парохији у Камњу

## Историја
Насеље је било насељено још у 11. веку. 
До територијалне реорганизације у Словенији налазило се у старој општини Ајдовшчина.

## Становништво
На последњем попису становништва 2011. године, Скриље је имало 307 становника.
| Број становника по пописима | Број становника по пописима | Број становника по пописима |
| --------------------------- | --------------------------- | --------------------------- |
| 1991                        | 2002                        | 2011                        |
| 248                         | 257                         | 307                         |